# Luís Vítor da Áustria
Luís Vítor José Antônio (Viena, 15 de maio de 1842 – Salzburgo, 18 de janeiro de 1919), foi um arquiduque da Áustria. Era o quinto e mais novo filho de Francisco Carlos da Áustria e Sofia da Baviera. Entre seus irmãos, estão o imperador Francisco José I da Áustria e o imperador Maximiliano I do México.
Apesar das tentativas de sua mãe para arranjar o casamento entre ele e a duquesa Sofia Carlota da Baviera, sua prima, Luís Vítor permaneceu solteiro durante toda a sua vida. Por causa da sua homossexualidade reconhecida publicamente e de sua travestilidade, seu irmão, Francisco José, proibiu-o de ficar em Viena. Ele foi banido para o Palácio de Klessheim, perto de Salzburgo, onde morreu aos setenta e seis anos.

## Biografia

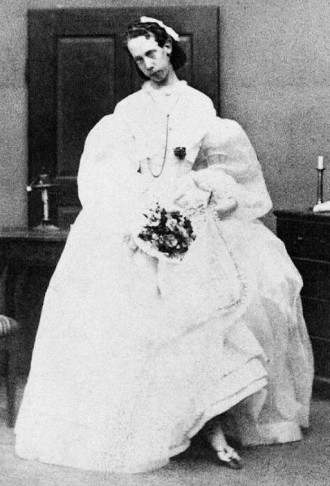
Arquiduque Luís Vítor travestido de mulher.

Nascido em Viena a 15 de maio de 1842, Luís Vítor era o último dos filhos de Francisco Carlos da Áustria e Sofia da Baviera, era quase dez anos mais novo de seu irmão mais próximo, Carlos Luís, e por isso teve um relacionamento muito distante com seus irmãos mais velhos, que, ao contrário, eram muito próximos uns dos outros. Era familiarmente conhecido como "Bubby" e sempre foi o filho favorito de sua mãe.
Desde muito jovem ele era notavelmente afeminado e logo mostrou sua tendência homossexual. Apesar de sua homossexualidade seguiram-se diversos planos para casar Luís Vítor com uma princesa. Seu irmão, o imperador Maximiliano I do México, queria que ele se casasse com a filha e herdeira do imperador D. Pedro II do Brasil, a princesa D. Isabel, o que o faria imperador consorte do Brasil, contudo nem o imperador D. Pedro II e nem o imperador Francisco José I da Áustria apoiaram o projeto. Após a tentativa fracassada de casar Luís Vítor com a Princesa Imperial do Brasil, sua mãe tentou arranjar um casamento com entre ele e a duquesa Sofia Carlota da Baviera, sua prima. Entretanto Luís Vítor nunca aceitou nenhum projeto de casamento e permaneceu solteiro durante toda a sua vida.
Luís Vítor nunca escondeu sua orientação sexual; sabia-se que ele era fogoso e percorria as ruas de Viena em busca de jovens que o agradavam. Isso teve seu ápice quando ele foi esbofeteado no Banho Central de Viena, após avanços indesejados sobre um empregado do banho público que levou a uma briga. Foi este escândalo, que lhe valeu o apelido de Arquiduque do Banho, e fez com que seu irmão, o Imperador, o banisse da corte, mandando-o para morar no Palácio de Klessheim, a 4 km. de Salzburgo, proibindo-o de todo contato masculino.
Luís Vítor sobreviveu a todos os seus irmãos. Ele morreu em 18 de janeiro de 1919, depois de testemunhar a derrocada da Monarquia de Habsburgo.